# Rune
Rune — компьютерная игра в жанре слэшер с видом от третьего лица. Создана Human Head Studios и издана Gathering of Developers. Выпущена в конце 2000 года. В 2001 году к игре вышло многопользовательское дополнение Rune: Halls of Valhalla (HoV). 12 февраля 2001 года компания «Бука» выпустила локализованную версию игры под названием «Руна».
13 июня 2012 года игра вышла в Steam под названием Rune Classic. Данная версия сочетает в себе оригинальную игру и дополнение Halls of Valhalla, а также содержит новые типы противников (в одиночной игре) и т. п.

## Игровой процесс

Рагнар сражается с двумя сарками

Игрок управляет молодым воином-викингом под именем Рагнар. В общих чертах сюжет игры создан по мотивам древнескандинавских мифов. Врагами Рагнара стали рыбы-людоеды, гоблины, зомби, гномы, а также другие викинги и сарки, цверги.
Игра выполнена на движке Unreal Engine. Графическое исполнение в момент релиза не было безупречным (уже в 2001 вышла гораздо более продвинутая в плане графики игра Severance: Blade of Darkness), но упор был сделан на динамичные схватки и отчасти прыжковые пазлы. Игроку становится доступным новое оружие и враги становятся сильнее из раза в раз.
Игровой движок используется для реализации различных дополнительных функций геймплея, таких как возможности «воткнуть» брошенный меч в деревянную стену, отрезать ещё живому врагу конечности или отбить брошенный в игрока топор.
Для прохождения уровня не обязательно убивать всех врагов, существуют альтернативные пути прохождения некоторых уровней.

### Многопользовательская игра
Многопользовательская игра в Rune представлена несколькими режимами игры, такими как «deathmatch», а также «team deathmatch». Также есть три новых режима «Head ball», «Сapture the flag» и «Arena», которые были добавлены в версии 1.07 для сетевой модификации «The halls of Valhalla».
Режим мультиплеера позволяет играть по локальной сети, а также через Интернет, на официальных серверах игры и серверах созданных другими игроками.
Особенности режимов игры:
- Death match — сражение на очки против других игроков до достижения лимита очков или конца времени.
- Team death match — сражение команда на команду.
- Head ball — режим игры, в котором дают очки за закидывание отрубленной головы в ворота.
- Capture the flag — захват флага (вернее факела) с базы противника.
- Arena — сражение на арене 1×1, 2×2, 3×3 и т. д. В промежутках между боями можно собирать оружие и щиты, разбросанные по карте.

## Сюжет
Сюжет игры основан на пророчестве о Рагнарёке и затрагивает его канон. Действие начинается в родной деревне Рагнара, где старейшина рассказывает о предназначении Рунных камней, стоящих посреди самой деревни — удержание Локи скованным глубоко под землей. Здесь игроку предстоит выслушать наставления своего отца и сразиться с сильнейшим из воинов деревни, чтобы доказать свою готовность к плаванию.
Плаванье «Слейпнира» — кинематическая сцена, где викинги встречают предателей Конрака и Сигурда на море. Конрак прибегает к помощи чёрной магии и топит корабль вместе с Рагнаром. Все, включая Рагнара, погибают. Но для отмщения, Один возвращает Рагнару жизнь. Рагнар приходит в себя под водой, в подземном гроте, среди тонущих обломков корабля и трупов других викингов. Так как пути наверх у Рагнара нет, ему приходится спускаться все ниже в подземелья. В конце концов игрок попадает в царство Хель. Здесь он узнает, что Хель предоставляет армию мертвецов для Локи. Избежав встречи с Хель, игрок вырывается из ада назад в пещеры, где его хитростью ловят гоблины и отправляют в Яму Испытаний, где Рагнару предстоит сразиться с пещерным зверем. После победы над зверем, Рагнар покидает пещеры верхом на гигантской пчеле.
Оказавшись на поверхности, викинг вторгается в Торстадт, где он снова встречает Конрака. На этот раз Сигурд высказывает своё недовольство планами Конрака и предлагает ему перестать сражаться на стороне Локи. В ответ Конрак посылает двух сарков, которые смертельно ранят Сигурда. Сигурд перед смертью сообщает Рагнару, что он последний кто может спасти Рунные камни.
Рагнар преследует Конрака, проходит через замок дварфов, где убивает короля дварфов, чтобы прекратить поставки оружия саркам. Рагнар снова спускается под землю, на этот раз чтобы предотвратить план Локи по уничтожению камней. По всем пещерам течет кровь, которая превращает обычных мертвецов в мощных воинов. Как только Рагнар находит скованного каменной змеей бога, Локи призывает Конрака, чтобы убить Рагнара. Сразившись с Конраком, Рагнар смертельно ранит его и сбрасывает в кровь Локи. В этот момент каменная змея проливает кислоту на грудь Локи и кровь меняет свой цвет с зелёного на синий. Из-за этого Конрак превращается в сарка и ведет уже новые войска Локи на уничтожение камней. Чтобы покинуть пещеру, Рагнару приходится воспользоваться этой же кровью чтобы стать Сарком. С этого момента игрока будут атаковать и викинги, и сарки.
В конце Рагнар находит свою разрушенную деревню и один-единственный камень. Рагнар снова убивает Конрака и поднимается к камню, в котором Один открывает портал в Асгард. На этом уровне перед игроком стоит выбор — одержать победу и отправиться в Асгард или же разрушить камень и освободить Локи. Во втором случае игра заканчивается поражением, так как Локи предаёт Рагнара, как и всех своих слуг.

## Оценки
| Сводный рейтинг | Сводный рейтинг | Сводный рейтинг |
| Издание         | Оценка          | Оценка          |
| Издание         | PC              | PS2             |
| --------------- | --------------- | --------------- |
| GameRankings    | 77,12 %         | 54,70 %         |

| Сводный рейтинг | Сводный рейтинг |
| Агрегатор       | Оценка          |
| --------------- | --------------- |
| GameRankings    | 56,54 %         |

## Дополнения и переиздания

### Rune: Halls of Valhalla
The Halls of Valhalla — официальное дополнение к игре, заточенное под мультиплеер. В дополнении отсутствует одиночная игра, были добавлены новые карты, режимы игры и скины для персонажей.

### Rune Classic
13 июня 2012 года Rune вышла в Steam под названием Rune Classic. Данная версия сочетает в себе оригинальную игру и дополнение Halls of Valhalla. В игру были добавлены новые типы противников для одиночной игры, также были изменены некоторые уровни.

## Продолжение
28 августа 2017 года было анонсировано продолжение под названием Rune: Ragnarok, в котором игра сменит свой жанр со слэшера на RPG.